# Décibel watt
Le décibel watt (dBW ou dBW) est une unité de mesure de la puissance d'un signal exprimée en décibels par rapport à un watt. Elle est utilisée en raison de sa capacité à exprimer à la fois des puissances très grandes et très faibles sur une échelle réduite de valeurs numériques ; par exemple, 1 milliwatt = −30 dBW, 1 watt = 0 dBW, 10 watts = 10 dBW, 100 watts = 20 dBW et 1 000 000 W = 60 dBW.
{\displaystyle {\mbox{Puissance en dBW}}=10\log _{10}{\frac {\mbox{Puissance}}{1\mathrm {W} }}}
et aussi
{\displaystyle {\mbox{Puissance en W}}=10^{\frac {\mbox{Puissance en dBW}}{10}}}
Comparer le dBW au dBm, qui est référencé à un milliwatt (0,001 W).
Une valeur donnée en dBW est toujours inférieure de 30 à celle exprimée en dBm, car 1 watt équivaut à 1 000 milliwatts, et un rapport de 1 000 (en puissance) équivaut à 30 dB ; par exemple, 10 dBm (10 mW) est égal à −20 dBW (0,01 W).
Dans le système international d'unités, le modificateur non-SI décibel (dB) n'est pas autorisé à être utilisé directement avec des unités SI, donc le dBW n'est pas directement permis ; cependant, 10 dBW peut être écrit comme 10 dB (1 watt).